# ロダ写本

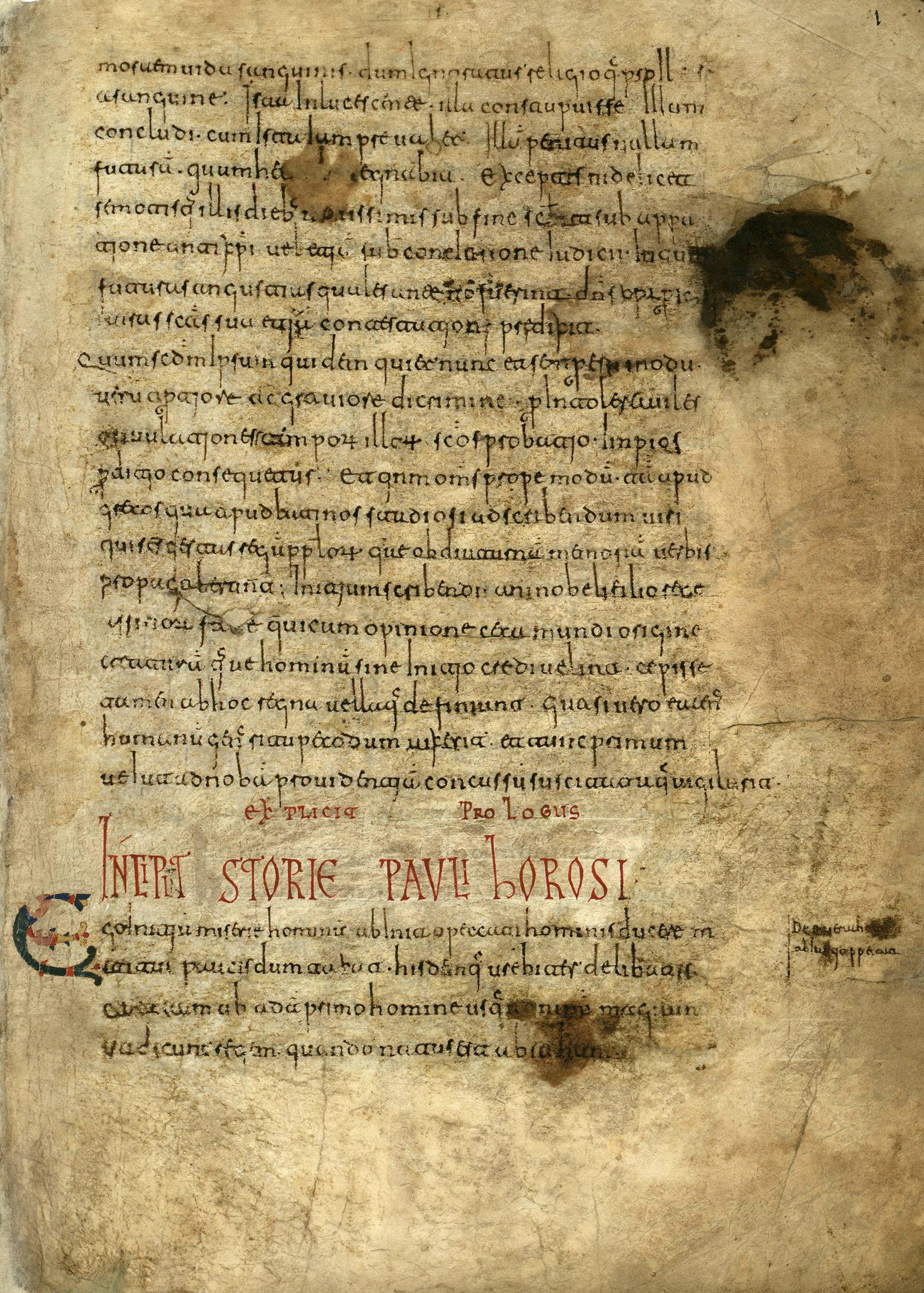
『ロダ写本』fol. 1r.

ロダ写本（ロダしゃほん、スペイン語: Códice de Roda）またはメヤ写本 (Códice de Meyá) は、中世の写本で、9世紀から10世紀初頭のナバラ王国と近隣の諸侯領の詳細に関する唯一の資料である。現在はスペイン歴史アカデミーのMS 78文書としてマドリードで保管されている。

## 概要
ロダ写本は10世紀後半のものと考えられているが、11世紀以降の追記があり、ナバラのおそらくナヘラで編纂され、筆記体の傍注とともにいくつかの異なる筆跡により西ゴート筆記体の小文字で書かれている。大きさは205 mm×285 mmで、232枚からなる。写本は12世紀にはナヘラで保管され、その後17世紀末にロダ・デ・イサベナの大聖堂の保管庫に保管されたようである。18世紀にはサンタ・マリア・デ・メヤ修道院長が手に入れ、個人の手に渡った。その後、1928年に現物の写本が再発見されるまで、学術界は複写本と派生写本しか利用できなかった。
写本は、独自の資料と、よく知られている古代および中世の文書の複写からなる。編集の最初の3分の2は、オロシウスの『異教徒に反駁する歴史』を複製したものである。また、セビリアのイシドールスの『ゴート・ヴァンダル・スエウィ王国史』、『Chronica Prophetica（預言年代記）』、『Historia de Melchisedech（メルキゼデクの歴史）』、『Storia de Mahometh（マホメットの物語）』、『Tultusceptru de libro domni Metobii（メトビウス卿の書）』および『イエスの系譜』も重要である。独自の資料には、アラブの支配者およびアストゥリアス＝レオン、ナバラ、フランスのキリスト教国の王の一覧などがある。また、レオデグンディア・オルドーニェスを称える聖歌も含まれている。
このように多様な資料の中で、最もよく知られているものはピレネー山脈の両側を支配する王朝の系図である。これらの王朝の歴史的記録はわずかしか現存しないが、ロダ写本の系図はこれらの記録を理解する上で重要な役割を果たしてきた。王朝の記録は5世代にも及び、10世紀前半にまでさかのぼることができる。これらには、パンプローナの支配者であるイニゴ家とヒメノ家、およびアラゴン、ソブラルベ、リバゴルサ、パリャルス、トゥールーズ、ガスコーニュの諸侯の家系が含まれる。これらの系図にはイブン・ハズムの作品との類似性が見られることから、エブロ川流域のアル＝アンダルスのイスラム教徒の下で作成され、写本が編集された時にナバラに渡されたのではないかとの説が最近唱えられている。

## 詳細な内容

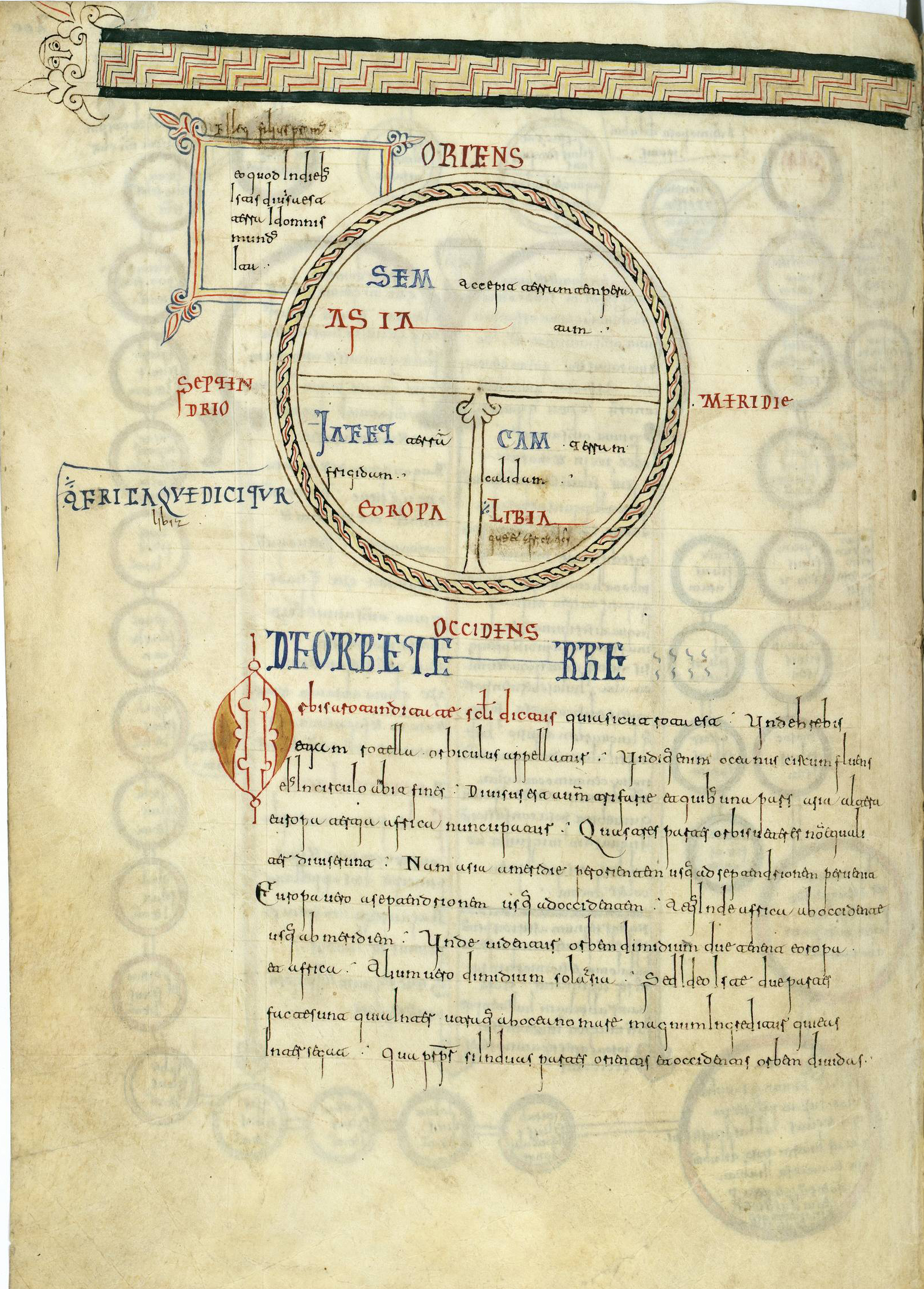
TO図（fol. 200v）

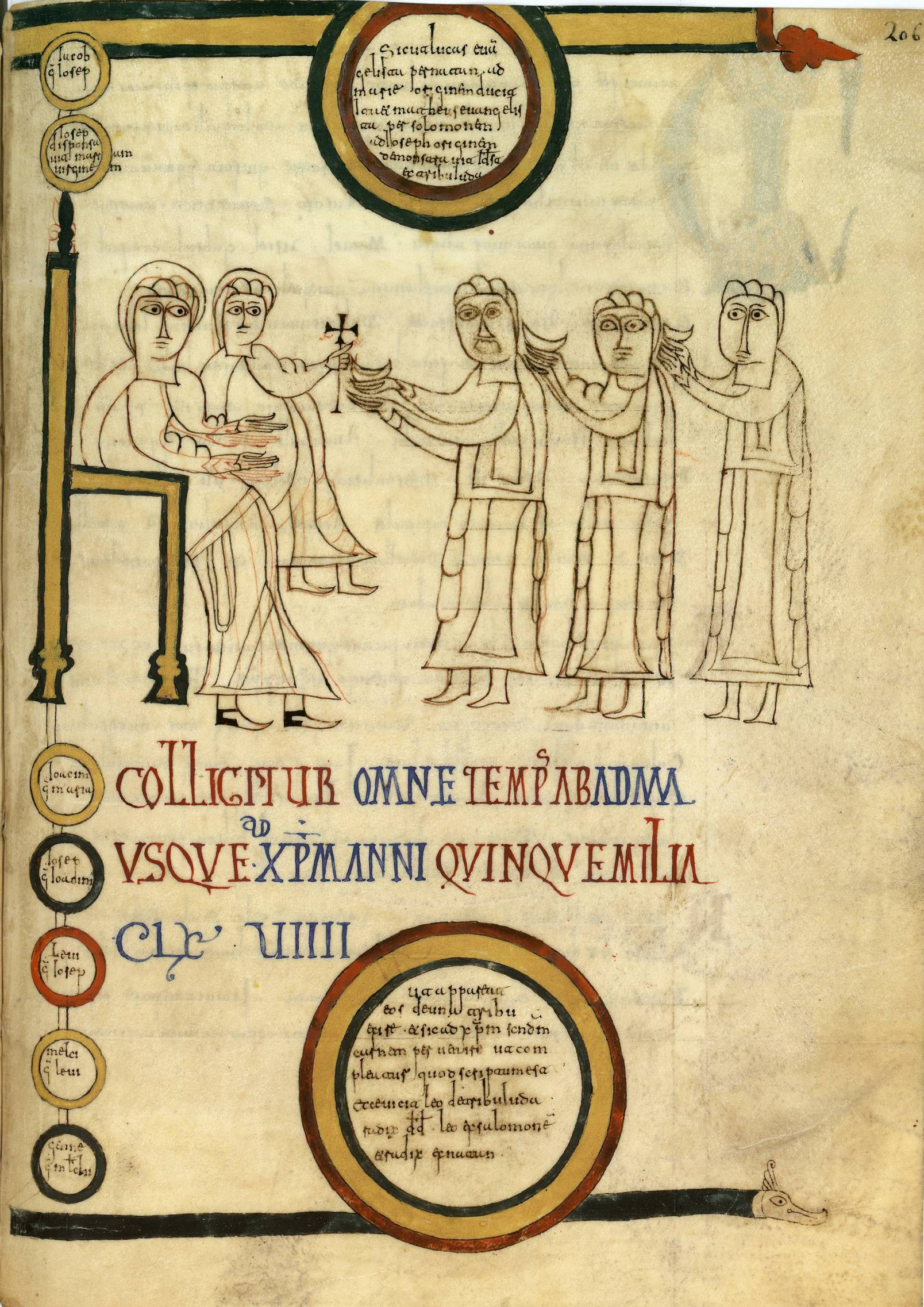
東方三博士の礼拝（fol. 206r）

写本は、標題別に次のテキストで構成されている。
- fols 1r–155r: オロシウスの『異教徒に反駁する歴史』[6]
- fols 156r–177r: セビリアのイシドールスの『Historia de regibus Gothorum, Vandalorum et Suevorum（ゴート・ヴァンダル・スエウィ王国史）』には、『Chronica』（159r–167r）とゴート族の年代記（167r–177r）の前にヴァンダル族とスエビ（156r–159r）の歴史が置かれ、イシドールスの『Chronica Maiora』がちりばめられている[6][7]。
- fol. 177r–v: 『Item in Alexander』、『メトディウスの予言書』からの抜粋[7][8]
- fols 178r–185v: 『アルフォンソ3世の年代記』、具体的には『Rotense』といわれる版[7][8]
- fol. 185v: 『Tultusceptru de libro domni Metobii（メトビウス卿の書）』[7][8]
- fols 186r–189v: 『Chronica Prophetica（預言年代記）』、スペインにおけるイスラム教徒の支配に関するモサラブの伝統とその最終的な衰退:[6][8]
  - fol. 186r: Dicta de Ezecielis profeta[7]
  - fol. 187r: Genealogia Sarracenorum[7]
  - fols 187r–188r: Storia de Mahometh[8]
  - fol. 188v: Ratio Sarracenorum de sua ingressione in Spania[7]
  - fols 188v–189r: De Goti qui remanserint civitates Ispaniensis[7]
  - fol. 189r: Hii sunt duces Arabum qui regnaverunt in Spania[7]
  - fol. 189r: Item reges qui regnaberunt in Spania ex origine Ismaelitarum Beniumeie[7]
  - fol. 189r–v: Remanent usque ad diem sancti Martini[9]
- fol. 189v: Nomina regum catholicorum Legionensium、レオン王の一覧[6][7]
- fol. 190r–v: De laude Pampilone epistola[7][10]
- fols 191r–194r: ピレネーの家系図:[6]
  - fol. 191r–v: Ordo numerum regum Pampilonensium、パンプローナ王[7][10]
  - fols 191v–192r: Item alia parte regum[7][10]
  - fol. 192r–v: Item genera comitum Aragonensium、アラゴン伯[7][10]
  - fol. 192v: Item nomina comitum Paliarensium、パリャース伯[7][10]
  - fol. 192v: Item nomina comitum Guasconiensium、ガスコーニュ伯[7][10]
  - fol. 192v: Item nomina comitum Tolosanesium、トゥールーズ伯[7][10]
- fol. 193r–v: Nomina imperatorum qui christianis persequuti sunt、迫害したローマ皇帝の一覧を含むローマ帝国におけるキリスト教徒の迫害に関する記述[6][11]
- fol. 193v: Nomina sanctorum qui in arcibo Toletano repperta sunt、トレド教会の二連祭壇画で崇拝された聖人の説明[6][7][11]
- fol. 193v: Nomina Sebigotorum、西ゴート王の一覧[6][11]
- fol. 194r: De origine Romanorum[11]
- fol. 194r–v: De reges Francorum、フランス王の系譜[7][10]
- fol. 195r: Agnoscamus generationes quod processerunt a Noe、イエスの系譜[11][12]
- fol. 195r–v: De fabrica mundi、偽イシドリアンの詩[7]
- fols 195v–196r: Isidore's De laude Spaniae、スペインを讃える詩[12]
- fol. 196r–v: Exquisitio Spaniaee、De septem miraculaおよびDe proprietatibus gentiumの標題のもとで『ヴィギラヌス写本』からの抜粋群:[12]
- fol. 196v: De LXXII generationes linguarumおよびItem de uitulorum carnibusで始まる短い声明[12]
- fols 197r–198r: バビロン, ニネヴェおよびトレドの図面[12]およびHistoria de Octaviano et Septemsideroの短い文[13]
- fol. 198r: De laude Hispaniae、スペインを讃える詩[7][12]
- fols 198v–207r: Genealogia Christi、De orbe terreの文と200v–201rにTO図が挿入されている[12]
- fols 207v–208r: De sexta etate seculi[12]
- fols 208r–209r: Ordo annorum mundi[12]
- fol. 209r–v: De natiuitate et passione et resurrectione Domini[12]
- fols 209v–210r: De fine mundi[12][14]
- fol. 210v: De natura diaboli、アウグスティヌスの神の国からの抜粋[11]
- fol. 210v: InterrogatioおよびDe Christoと題された2つの短い文[11]
- fol. 211r: De ordinibus angelorum[11]
- fol. 211r: Numerus legionumと表[11]
- fol. 211v: Item sanctus Augustinus、アウグスティヌスのDe Genesi ad litteramからの抜粋[11]
- fol. 211v: ヒエロニムスおよびイシドールスからの抜粋[11]
- fol. 212r: De sepulcro Domini、サン=ミイェルのスマラグドゥスのCollectionesからの抜粋[11]
- fol. 212v: Unde factus est corpus de Adam[7]
- fol. 212v: Liber generationum[11]
- fol. 213v: De sex peccatis[7]
- fols 214r–215r: Item de cognitio ciuitas Ierusalem、De situ terrae sanctaeの要約版[7][11]
- fols 215r–216r: Historia de Melchisedech[4]
- fols 216v–217r: De natibitate Sancte Marie、ヤコブの福音書から引用されたマリアの降誕に関する文は、外典（アポグリフム）であるという欄外注とともに取り消し線が引かれている[7][11]
- fols 217r–222r: 2つの信条句、Iterum de beata Maria (217r) およびItem de sancta Trinitate (217v–222r)[7][11]
- fols 222r–225r: Conlatio Trinitatis sancti Agustini ad semetipsum[11]
- fols 225r–230v: Iterum dehinc domini Isidori dicit ad Trinitatem brebiter collecta、イシドールスのものとみなされている三位一体に関する論文[7][11]
- fol. 231r: De Pampilona[11]
- fol. 231r: Initium regnum Pampilonam[12]
- fol. 231v: Necrologium episcopale Pampilonense[12]
- fol. 232r–v: Versi domna Leodegundia regina、楽譜付きの現存する最古のヨーロッパの祝婚歌[7][12]